# Lloyds Bank
Lloyds Bank plc – brytyjski bank detaliczny należący do Lloyds Banking Group. Siedziba przedsiębiorstwa mieści się w Londynie.
Historia Lloyds Bank sięga założonego w 1765 roku w Birmingham banku Taylors & Lloyds. Na przestrzeni lat przedsiębiorstwo przejęło ponad 200 innych banków, kilkakrotnie zmieniając nazwę, kolejno na Lloyds & Co. (1853), Lloyds Banking Co. Ltd. (1865), Lloyds, Barnetts & Bosanquets Bank Ltd. (1884) i Lloyds Bank Ltd. (1889). W 1995 Lloyds Bank połączył się z bankiem TSB, tworząc Lloyds TSB Bank plc. Po przyjęciu pomocy finansowej od rządu brytyjskiego Lloyds zobowiązany został przez Komisję Europejską do podziału – nastąpiło to w 2013 roku, gdy wydzielony został TSB Bank; jednocześnie Lloyds TSB przekształcony został na powrót w Lloyds Bank. 
Lloyds należy do pięciu największych banków w Wielkiej Brytanii (obok Royal Bank of Scotland, Barclays, HSBC i Santander), w 2013 roku liczył około 1300 oddziałów (około 2000 przed wydzieleniem TSB).